# Истон, Роджер
Роджер Истон (Roger L. Easton; 30 апреля 1921, Craftsbury, Vermont — 8 мая 2014) — американский изобретатель Global Positioning System. Сотрудник Naval Research Laboratory с 1943 по 1980 год. Член Американского философского общества (1998), удостоился Национальной медали в области технологий и инноваций (2004).
Родился в небольшом поселке на севере Вермонта, в семье врача и школьной учительницы. Окончил Миддлберийский колледж. Проведя один семестр в Мичиганском университете, в 1943 году устроился в Naval Research Laboratory. Разработчик спутника Авангард-1. В 1980 году вышел на пенсию и с супругой перебрался в штат Нью-Гэмпшир, где начал карьеру на госслужбе, безуспешно баллотировался на пост губернатора.
В 1945 году женился (пятеро детей, внуки).

### Награды и отличия
- Navy Distinguished Civilian Service Award[англ.]
- Institute of Navigation[англ.] Thurlow Award
- Sigma Xi[англ.] Applied Science Award
- Введен в GPS Hall of Fame (1996)
- Премия Магеллана (1997)
- Национальная медаль США в области технологий и инноваций (2004)[4]
- Введен в Национальный зал славы изобретателей (2010)[5]